# Aun así te vas
Aún así te vas es una canción y el tercer sencillo del grupo mexicano Belanova de su disco debut Cocktail y fue lanzado en 2003.
- Datos: Q5711891